# لیرنه
لیرنه (به فرانسوی: Liernais) یک کمون در فرانسه با جمعیت ۵۶۷ نفر است که در Canton of Liernais واقع شده‌است.